# Holzheim (Mechernich)
Holzheim ist ein Ort in der Eifel, der zur Stadt Mechernich im Kreis Euskirchen gehört.

## Geografie
Holzheim ist ein langgestrecktes Straßendorf und liegt etwa 3 km südöstlich von Mechernich. Nahe dem Dorf entspringt der Krebsbach, der schon im Nachbarort Breitenbenden in den Veybach fließt.

## Geschichte

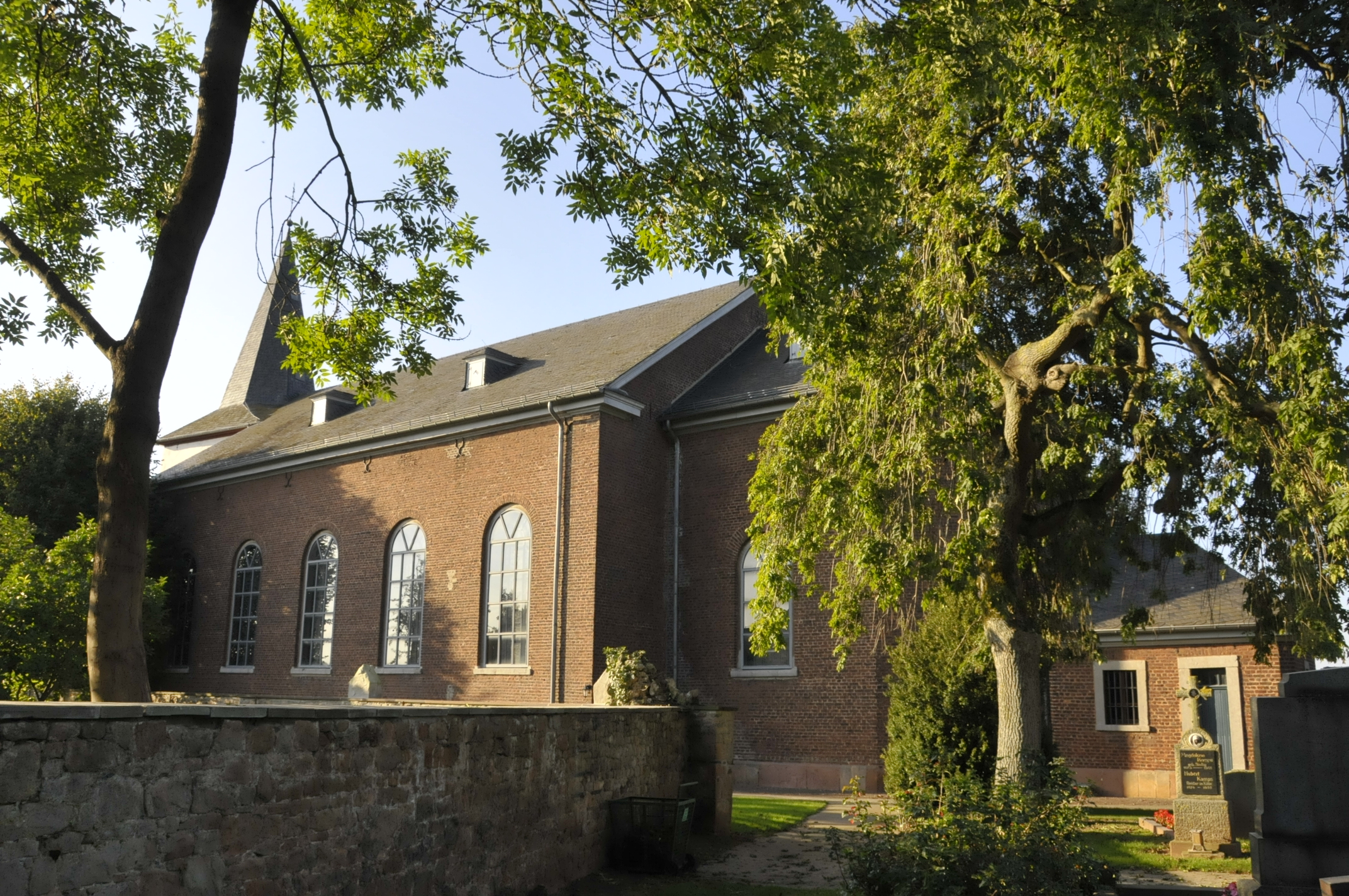
Kirche St. Lambertus

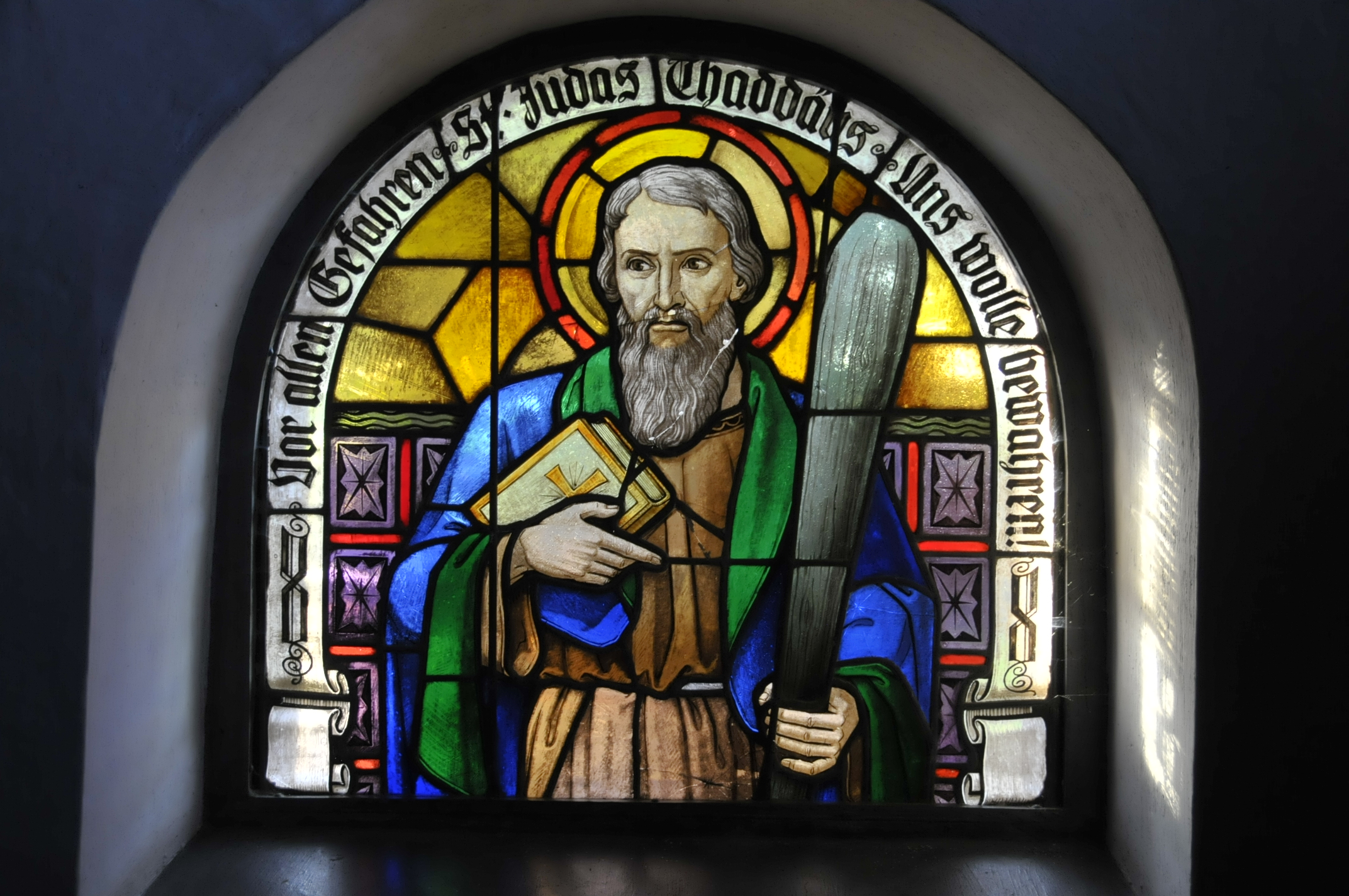
Fenster im Torraum der Kirche

Die erste Nennung Holzheims als holzheym findet sich im sogenannten Prümer Urbar, welches aus dem Jahre 893 stammt. Die Ursprünge Holzheims dürften früher liegen. In der Nähe wurden römische Siedlungsspuren – darunter drei römische Gräber, römische Villa in Richtung Breitenbenden – entdeckt.
Die römische Eifelwasserleitung führt nicht weit entfernt am Ort vorbei.
Die Pfarrkirche ist dem heiligen Bischof und Märtyrer Lambert geweiht. Die heutige Kirche wurde 1845 geweiht, nachdem das zu klein gewordene Vorgängergebäude bis auf den Westturm, der wahrscheinlich noch aus dem Mittelalter stammt und erhalten blieb, abgebrochen worden war. Den Entwurf für den Neubau von 1844 erstellte der Architekt Johann Peter Cremer.
Am 1. Juli 1969 wurde Holzheim nach Mechernich eingemeindet.

## Sehenswürdigkeiten
- Burg Heistard im Südosten der Ortslage
- Naherholungsgebiet Herkelstein
- Pfarrkirche St. Lambertus von 1844
- Der schon in der Gemarkung Eschweiler liegende Astropeiler Stockert zwischen Holzheim und Eschweiler

## Verkehr
700 Meter von Holzheim entfernt in Richtung des Nachbardorfes Breitenbenden liegt die Anschlussstelle Bad Münstereifel/Mechernich der Eifelautobahn A 1. Holzheim liegt an den Landesstraßen L 165 und L 499.
Die VRS-Buslinie 887 der RVK, die als TaxiBusPlus nach Bedarf verkehrt, stellt den Personennahverkehr mit den angrenzenden Orten und der Stadt Mechernich sowie mit Bad Münstereifel sicher. Zusätzlich verkehren einzelne Fahrten der auf die Schülerbeförderung ausgerichteten Linie 867.
| Linie | Betreiber | Verlauf |
| ----- | --------- | --- |
| 867   | Schäfer   | Satzvey – Antweiler – Wachendorf – Lessenich – Rißdorf – Weiler am Berge – Holzheim – Harzheim – (Eiserfey – Vussem – Breitenbenden –) Mechernich Stiftsweg – Mechernich Bf |
| 887   | RVK       | MiKE: Bad Münstereifel Bf – Bad Münstereifel Gewerbegeb./Ärtzeh. – Iversheim Bf – Eschweiler – Weiler am Berge – Harzheim – Holzheim – Mechernich Stiftsweg – Mechernich Bf |